# Kasper Davidsen
Kasper Stie Davidsen (* 25. Januar 2005) ist ein dänischer Fußballspieler. Er spielt auf der Position des defensiven Mittelfeldspielers und läuft derzeit für Holstein Kiel auf. Zudem ist Davidsen auch Nachwuchsnationalspieler Dänemarks.

## Karriere im Klubfußball

### Aalborg BK
Kasper Davidsen spielte anfänglich Fußball bei Gug Boldklub, bevor er im Alter von 12 Jahren in die Akademie von Aalborg BK wechselte. Am 15. August 2023 gab er im Alter von 18 Jahren sein Pflichtspieldebüt für die Profimannschaft, als er bei einem Spiel im dänischen Pokal bei Egen UI in der 66. Minute für Jeppe Pedersen eingewechselt wurde. Zum Ende der Saison 2023/24 stieg Davidsen mit Aalborg BK in die Superliga auf, wobei er im Laufe der Spielzeit lediglich drei Punktspiele absolvierte. Im Juli 2024 erhielt er einen Vertrag bis Sommer 2028.
Angekommen in der Superliga, war er regelmäßig zum Einsatz gekommen und stand dabei – in der Regel als defensiver Mittelfeldspieler – auch des Öfteren in der Startelf. Aalborg BK musste in die Abstiegsrunde und stieg als Tabellenletzter umgehend wieder in die zweite Liga ab.

### Holstein Kiel
Im Sommer 2025 zog es ihn erstmals ins Ausland, denn Kasper Davidsen schloss sich dem deutschen Bundesligaabsteiger Holstein Kiel an. In der schleswig-holsteinischen Landeshauptstadt Kiel unterzeichnete er einen Vertrag bis zum 30. Juni 2029.

## Nationalmannschaftslaufbahn
Kasper Davidsen bestritt zwei Spiele für die U16-Nationalmannschaft Dänemarks sowie vier Partien für die U20-Auswahl von „Danish Dynamite“.